# Aizen Szószuke
Aizen Szószuke (藍染 惣右介; Hepburn: Aizen Sōsuke) a Bleach című anime és manga egyik kulcsfigurája. Kitalálója Kubo Tite. A történet elején Aizen a halálistenek 5. osztagának a kapitánya, később azonban elárulja a Lelkek Világát és Hueco Mundóba menekül. Ő lesz a történet főgonosza. Egykori hadnagya: Hinamori Momo.

## Múlt
Aizen egész karrierjét az 5. osztagnál élte le, mint Hirako Sindzsi hadnagya. Sindzsi Aizenen tartotta a szemét, mert már akkor sem bízott beosztottjában. Száz évvel a sorozat kezdete előtt, Aizen kutatásokat végzett a hollowalizációban, és tesztalanyai pedig az osztagok ekkori kapitányai közül kerültek ki, akikből később vaizardok lettek. Sikerült Urahara Kiszukét is belekevernie az ügybe, kit így a bíróság az ellene felhozott bizonyítékok miatt bűnösnek talált. Kiszuke ugyanis megalkotta a Hógjókut, mellyel végrehajtható a hollowalizációs kísérlet.
Ekkoriban állította maga mellé Tószen Kanamét, és Icsimaru Gint. Később Aizen lett az 5. osztag kapitánya, hadnagya pedig Icsimaru lett. Később mindkét szövetségese kapitány lett (Gin a 3., Tószen pedig a 9. osztagé), azonban hűségesek maradtak Aizenhez. Aizen azonban – hiába volt később Hinamori a hadnagya – csak Gint volt hajlandó helyetteseként elismerni.
Aizen sok lehetőséget látott Kira Izuruban, Hinamori Momóban, Hiszagi Súheiben, és Abarai Rendzsiben, mikor megmentette az életüket egy lidércek ellen vívott csatában. Később mindegyik sinigami az ő osztagába került. Kira később Gin hadnagya lett, Súhei pedig Tószen hadnagya. Hinamorit Aizen maga mellé vette, mint hadnagyot, Abarai Rendzsit azonban átküldte a 11. osztagba hogy megerősödjön. Rendzsi a 6. osztagba került később, mint Kucsiki Bjakuja hadnagya.
Valamikor a kiűzetése előtt Aizen Ginnel és Tószennel elutazott Hueco Mundóba, hogy maga mellé állítsa annak önjelölt királyát, Barragan Luisenbarnt. Aizen átvette Barragan palotáját, Las Nochest, és a saját ízlésére formálta. Később megteremtette az Espádákat.

## Jellem
Aizen egy kellemes hangnemben kommunikáló személy, ki jóformán mindig higgadt, és mosolyog. Míg a Lelkek Világában tevékenykedett, kapitányként szemüveget és más hajstílust viselt, melyet száműzetése idején megváltoztatott, és összetörte a szemüvegét. Mint kapitány, Aizen úgy tett mintha nagyon odafigyelne a beosztottjaira, később azonban bebizonyosodik, hogy nem törődik velük. Aizen elvei közé tartozik, hogy céljai elérése érdekében bármilyen eszközt hajlandó bevetni. Kubo Tite egy interjúban azt mondta, hogy Aizen karaktere rejtélybe burkolódzik, és ennek okáért nem tartja jó ötletnek, hogy alaposabban megismertesse a karaktert az olvasókkal.
Aizent az arrancarjai különböző okokért követik. Ulquiorra Cifer tiszteletből követi, hogy a kegyeltje lehessen. Iceringer azért, mert Aizenben nincs félelem. Szayel Aporro Granz azért, mert reméli, hogy Aizen kipusztítja az összes nem lidérc teremtményt. Barragan Luisenbarn azért, hogy egy alkalmas pillanatban végezhessen majd vele. Coyote Starrk azért, mert Aizen megígérte neki, hogy megszabadítja a magánytól. Egyesek, mint Grimmjow Jeagerjaques csupán erősebbé akartak válni az irányítása alatt. Aizen azonban nem rest végezni azokkal, akik véleménye szerint nem szolgálják őt elég hűen, ahogy azt Tia Halibellel is tette.
Aizen célja, hogy a Lelkek Világa uralkodója lehessen. Ehhez azonban szüksége van a király kulcsára, melyhez százezer lélek szükséges. A kulcs egy dimenziót nyit meg, amin keresztül eljuthat a királyhoz. Habár a kulcs hollététől csak Jamamoto-Genrjúszai Sigekuni főkapitány tud, Aizen rájött, hogyan kell elkészíteni. Ezért utazott el Karakura városba, ahol erős lélekjelenlét van. A kulcs elkészítéséhez szükséges lelkek megszerzése azonban kiszipolyozná szinte a teljes várost.

## Képességek
Aizen képességei felülmúlják a legtöbb kapitányét. Saját bevallása szerint csak akkor erősödhet, ha lidérc képességeket tanulhatna. Képes Bankai állapotban lévő zanpakutók megállítására is, ahogy azt tette Kuroszaki Icsigo kardjával amit egy ujjal állított meg. Képes legyőzni több kapitány szinten lévő sinigamit is egyszerre. Erejét demonstrálta, mikor pusztán a lélekenergiája kivetítésével térdre kényszeríttette a 6. Espadát, Grimmjow Jaegerjaquest. Erejével képes volt arrancarrá alakítani Wonderwiss Margerát. Azonban még neki sem volt elegendő ereje ahhoz, hogy a Hógjókuval egyesüljön. Aizen mesteri szinten alkalmazza a sunpót, és a kidót. Ráolvasás nélkül képes megidézni egy 90-es számú varázslatot.

## Zanpakutó
Aizen Szószuke kardját Kjóka Szuigecunak (鏡花水月; Tükörvirág vízhold, magyar szinkron: Tükörholdvirág) hívják. Elzárt formájában normális katana alakja van.
Sikai: Kjóka Szuigecu a hasadj! (砕けろ; kudakero, magyar szinkron: Törj össze!) parancsszóra veszi föl sikai formáját. A legtöbb sinigami úgy tudta, ez a kard a víz és a köd erejét használva összezavarja az ellenséget. Valójában a kard képessége a tökéletes hipnózis (完全催眠 kanzen szaimin). Aki egyszer látta Kjóka Szuigecu hipnózisát, az örökre a hatása alá kerül. A hipnózis megtörhetetlen, és aki a hatására kerül, akarata ellenére Aizen játékszere lesz. Egyedül csak az nem kerülhet a hatása alá, aki vak. Tószen Kaname így immunis a kard képességeire. Kjóka Szuigecu adottságai harcban is jól használhatóak. Aizen el tudja hitetni másokkal hogy elkapták, közben ő már előkészíthet egy támadó mágiát, amivel csapdába csalhatja az ellenséget. Így sikerült elbánnia Komamura Szaidzsinnal és Hicugaja Tósiróval is. Unohana Recu azonban észrevette Aizen hamis testének boncolásán, hogy valami hiányzik, azonban nem ismerte meg ennek okát míg nem bizonyosodott meg róla hogy Aizen életben van. Így az illúzió mégsem fedi le teljesen a valóságot.
Bankai: Még nem került bemutatásra.